# Androni Giocattoli-C.I.P.I/Saison 2011
Dieser Artikel listet Erfolge und Mannschaft des Radsportteams Androni Giocattoli-C.I.P.I in der Saison 2011 auf.

## Erfolge in der UCI WorldTour
In der Saison 2011 gelangen dem Team nachstehende Erfolge in der UCI WorldTour.
| Datum   | Rennen                   | Fahrer        |
| ------- | ------------------------ | ------------- |
| 9. Mai  | 3. Etappe Giro d’Italia  | Ángel Vicioso |
| 20. Mai | 13. Etappe Giro d’Italia | José Rujano   |

## Erfolge in der UCI America Tour
In der Saison 2011 gelangen dem Team nachstehende Erfolge in der UCI America Tour.
| Datum      | Rennen                     | Kat. | Fahrer          |
| ---------- | -------------------------- | ---- | --------------- |
| 17. Januar | 1. Etappe Tour de San Luis | 2.1  | Roberto Ferrari |
| 18. Januar | 2. Etappe Tour de San Luis | 2.1  | José Serpa      |
| 19. Januar | 3. Etappe Tour de San Luis | 2.1  | Roberto Ferrari |

## Erfolge in der UCI Asia Tour
In der Saison 2011 gelangen dem Team nachstehende Erfolge in der UCI Asia Tour.
| Datum                   | Rennen                         | Kat. | Fahrer            |
| ----------------------- | ------------------------------ | ---- | ----------------- |
| 27. Januar              | 5. Etappe Tour de Langkawi     | 2.HC | Jonathan Monsalve |
| 23. Januar – 1. Februar | Gesamtwertung Tour de Langkawi | 2.HC | Jonathan Monsalve |

## Erfolge in der UCI Europe Tour
In der Saison 2011 gelangen dem Team nachstehende Erfolge in der UCI Europe Tour.
| Datum        | Rennen                                          | Kat. | Fahrer                |
| ------------ | ----------------------------------------------- | ---- | --------------------- |
| 3. März      | Giro del Friuli                                 | 1.1  | José Serpa            |
| 22. März     | 1b. Etappe Settimana Internazionale             | 2.1  | Mannschaftszeitfahren |
| 24. März     | 3. Etappe Settimana Internazionale              | 2.1  | Emanuele Sella        |
| 22.–26. März | Gesamtwertung Settimana Internazionale          | 2.1  | Emanuele Sella        |
| 30. April    | Gran Premio Industria & Artigianato di Larciano | 1.1  | Ángel Vicioso         |

## Abgänge – Zugänge
| Zugänge           | Team 2010                  | Abgänge                           | Team 2011                   |
| ----------------- | -------------------------- | --------------------------------- | --------------------------- |
| Ángel Vicioso     | Andalucía-Cajasur          | Leonardo Bertagnolli              | Lampre-ISD                  |
| Emanuele Sella    | CarmioOro NGC              | Michele Scarponi                  | Lampre-ISD                  |
| Riccardo Chiarini | De Rosa-Stac Plastic       | Cameron Wurf                      | Liquigas-Cannondale         |
| Giairo Ermeti     | De Rosa-Stac Plastic       | Fabio Taborre                     | Acqua & Sapone              |
| Roberto Ferrari   | De Rosa-Stac Plastic       | Luis Ángel Maté                   | Cofidis, le Crédit en Ligne |
| Luca Barla        | Team Nippo                 | Damiano Margutti                  | De Rosa-Ceramica Flaminia   |
| Crescenzo D’Amore | OTC Doors-Lauretana (2007) | Thomas Bertolini                  | Farnese Vini-Neri Sottoli   |
| José Rujano       | Gobernación del Zulia      | Rubens Bertogliati                | Team Type 1-Sanofi          |
| Omar Bertazzo     | Neoprofi                   | Alberto Loddo                     | Karriereende                |
| Jonathan Monsalve | Neoprofi                   | Fabrice Piemontesi                | Unbekannt                   |
| Antonio Santoro   | Neoprofi                   | Crescenzo D’Amore (bis 15. April) | Unbekannt                   |

## Mannschaft
| Name                 | Geburtstag         | Nationalität |              |
| -------------------- | ------------------ | ------------ | ------------ |
| Luca Barla           | 29. September 1987 | Italien      |              |
| Omar Bertazzo        | 7. Januar 1989     | Italien      |              |
| Alessandro Bertolini | 27. Juli 1971      | Italien      |              |
| Riccardo Chiarini    | 20. Februar 1984   | Italien      |              |
| Alessandro De Marchi | 19. Mai 1986       | Italien      |              |
| Giairo Ermeti        | 7. April 1981      | Italien      |              |
| Roberto Ferrari      | 9. März 1983       | Italien      |              |
| Francesco Ginanni    | 6. Oktober 1985    | Italien      |              |
| Jonathan Monsalve    | 28. Juni 1989      | Venezuela    |              |
| Carlos Ochoa         | 14. Dezember 1980  | Venezuela    |              |
| Jackson Rodríguez    | 25. Februar 1985   | Venezuela    |              |
| José Rujano          | 18. Februar 1982   | Venezuela    |              |
| Antonio Santoro      | 13. September 1989 | Italien      |              |
| Emanuele Sella       | 9. Januar 1981     | Italien      |              |
| José Serpa           | 17. April 1979     | Kolumbien    |              |
| Luca Solari          | 2. Oktober 1979    | Italien      |              |
| Ángel Vicioso        | 13. April 1977     | Spanien      |              |
| Stagiaires           | Stagiaires         | Nationalität | Nationalität |
| Matteo Di Serafino   | Matteo Di Serafino | Italien      |              |
| Ramón Domene         | Ramón Domene       | Spanien      |              |
| Filippo Fortin       | Filippo Fortin     | Italien      |              |

## Platzierungen in UCI-Ranglisten
UCI America Tour 2011
|      | Fahrer          | Punkte |
| ---- | --------------- | ------ |
| 14.  | José Serpa      | 88     |
| 49.  | Roberto Ferrari | 44     |
| 122. | Carlos Ochoa    | 21     |

UCI Asia Tour 2011
|      | Fahrer            | Punkte |
| ---- | ----------------- | ------ |
| 11.  | Jonathan Monsalve | 145    |
| 64.  | Emanuele Sella    | 45     |
| 256. | Luca Barla        | 7      |

UCI Europe Tour 2011
|       | Fahrer               | Punkte |
| ----- | -------------------- | ------ |
| 12.   | Emanuele Sella       | 356,2  |
| 19.   | José Serpa           | 301,2  |
| 73.   | Ángel Vicioso        | 156,2  |
| 132.  | Roberto Ferrari      | 107,2  |
| 211.  | Francesco Ginanni    | 76     |
| 270.  | Jackson Rodríguez    | 58,2   |
| 325.  | Riccardo Chiarini    | 48     |
| 337.  | Antonio Santoro      | 47     |
| 363.  | José Rujano          | 44,2   |
| 512.  | Alessandro Bertolini | 29     |
| 601.  | Alessandro De Marchi | 21     |
| 730.  | Carlos Ochoa         | 14,2   |
| 987.  | Luca Solari          | 6      |
| 1139. | Omar Bertazzo        | 3      |
| 1273. | Luca Barla           | 1      |